# 10321 Rampo
A 10321 Rampo (ideiglenes jelöléssel 1990 UN2) a Naprendszer kisbolygóövében található aszteroida. T. Seki fedezte fel 1990. október 26-án.